# Єремія I Константинопольський
Єремія I — Вселенський патріарх з 1522 по 1546 роки з перервою в 1524—1525 роках.

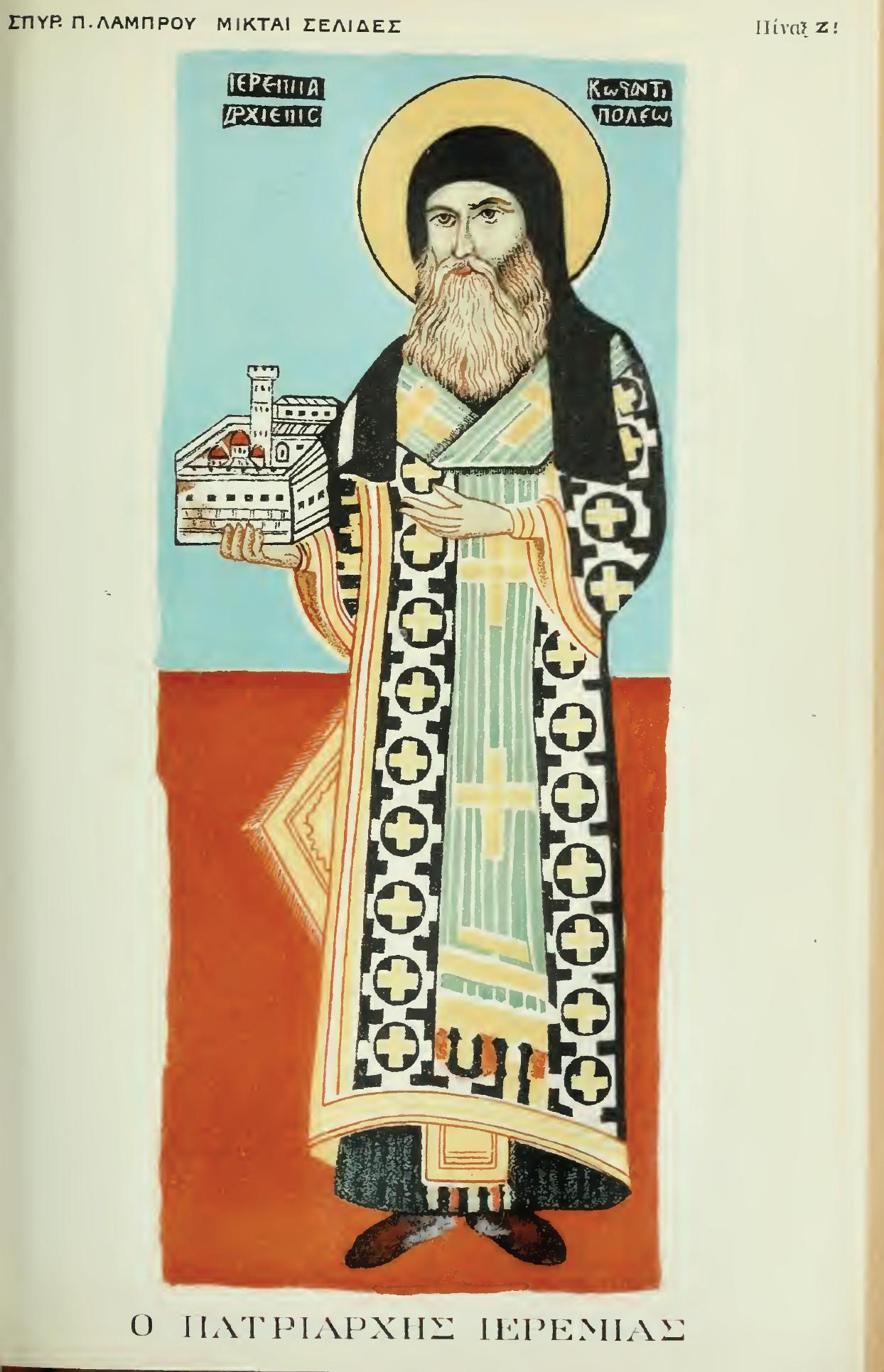
Патріарх Єремія І

Він походив із Зіці в Епірі і до 1513 року був обраний митрополитом Софії. Він мав слабку освіту, але мав чудові адміністративні навички і був дуже популярним. За підтримки архонта Констянтин Кунупіса 31 грудня 1522 року Священний Синод обрав його Вселенським Патріархом. Констянтин сплатив в подарунок султанові 500 франків і 3500 флоринів як щорічний борг.
Приблизно в квітні або травні 1524 року, під час подорожі Єремії Кіпром, Єгиптом, Палестиною та горою Синай, його патріарший престол захопив Йоанникій Созопольський. За допомогою патріархів Антіохії та Александрії Єремії вдалося скасувати виборчий переворот, а Йоанникій був скинутий двома Синодами, одним в Єрусалимі та одним у Константинополі. Єремія був офіційно відновлений 24 вересня 1525 року указом султана Сулеймана I і був із ентузіазмом прийнятий духовенством і народом Константинополя, набувши після цього великого впливу.
За його днів (1536 р.) колишня келія Ставронікіти, яка з 1287 р. належала монастирю Кутлумусіу, а потім до 1533 р. монастиреві Філотеу, була призначена йому святою громадою і піднесена до монастиря Ставронікіта, таким чином ставши двадцятим монастирем Афону. На запрошення Святої громади Патріарх Єремія особисто брав участь у відбудові монастиря, благодійником якого він був і який у 1544 році проголосив ставропігійним.
Під час свого патріарства йому вдалося врятувати багато церков, яким турки загрожували руйнуванням, використовуючи аргумент, що місто було здано, а не захоплене. Також у 1537 році він домігся видання указу султана Сулеймана Пишного, який припинив перетворення церков у Константинополі на мечеті. На жаль, дане рішення, однак, не було підтверджено його наступниками.
Здається, під час його патріархату було встановлено ембатоікіон, тобто первосвященики після свого обрання дають грошовий подарунок патріархату для його фінансової підтримки. У жовтні 1538 року він пожертвував частину свого майна патріархату. Він був патріархом до 1546 року, коли захворів. Він зрікся престолу, став чудовим ченцем з ім'ям Йоанн і помер у Враці, у провінції Тирново у Болгарії, 13 січня 1546 року.